# 11 West 54th Street
11 West 54th Street (también 9 West 54th Street y James J. Goodwin Residence ) es un edificio comercial en el Midtown Manhattan de Nueva York (Estados Unidos). Está situado a lo largo de la acera norte de la calle 54 entre la Quinta Avenida y la Sexta Avenida. El edificio de cuatro pisos y medio fue diseñado por McKim, Mead & White en el estilo neogeorgiano y fue construido entre 1896 y 1898 como una residencia privada. Es una de las cinco casas adosadas consecutivas erigidas a lo largo de la misma manzana durante la década de 1890, las otras son la 5, la 7 y la 13 y 15 West 54th Street.
El edificio está diseñado como una casa doble, con una unidad más grande en 11 West 54th Street hacia el oeste, así como una unidad más pequeña en 9 West 54th Street hacia el este. La fachada está hecha de bloques rústicos de piedra caliza en el primer piso, así como ladrillo bond flamenco en los pisos superiores. El empresario James Junius Goodwin y su esposa Josephine vivían en la unidad principal en el número 11 con su familia y alquilaban el número 9.
La casa sirvió inicialmente como la segunda residencia de James Goodwin, que vivía principalmente en Connecticut. James Goodwin murió en 1915 y Josephine continuó viviendo en la casa hasta 1939, después de lo cual fue utilizada brevemente por la Casa Interamérica y el Museo de Arte Moderno. La casa fue vendida a Parsonage Point Realty Company en 1944 y arrendada a la Rhodes Preparatory School, que compró el edificio en 1949. La casa fue vendida en 1979 a la United States Trust Company, que renovó la estructura. La Comisión de Preservación de Monumentos Históricos de la Ciudad de Nueva York designó la casa como un lugar emblemático oficial en 1981, y se agregó al Registro Nacional de Lugares Históricos en 1990 como parte del distrito histórico 5-15 West 54th Street Residences.

## Sitio
11 West 54th Street se encuentra en el barrio de Midtown Manhattan de la ciudad de Nueva York. Está a lo largo de la acera norte de 54th Street entre Fifth Avenue y Sixth Avenue, con una dirección alternativa de 9 West 54th Street. El terreno es rectangular y cubre 465 m² , con un frente de 15,2 m en la calle 54 y una profundidad de 30,6 m. El edificio es el centro de cinco casas adosadas consecutivas erigidas a lo largo de la misma cuadra de la ciudad, con 5 West 54th Street y 7 West 54th Street al este, así como 13 y 15 West 54th Street al oeste. Las cinco casas adosadas están colindantes con los Rockefeller Apartments al oeste, los hoteles The Peninsula New York y St. Regis New York al noreste, el University Club of New York y 689 Fifth Avenue al este, William H. Moore House y la Iglesia de Santo Tomás al sureste y el Museo de Arte Moderno al sur.
La Quinta Avenida entre la Calle 42 y el Central Park South (calle 59) estuvo relativamente subdesarrollada hasta finales del siglo XIX. El área circundante fue una vez parte de las tierras comunes de la ciudad de Nueva York. El Plan de los Comisionados de 1811 estableció la cuadrícula de calles de Manhattan con lotes de 30,5 m de profundidad y 7,6 m de ancho. Se construyeron residencias de lujo alrededor de la Quinta Avenida después de la Guerra de Secesión. El tramo de dos cuadras de West y East 54th Street desde Madison Avenue hasta Sixth Avenue, dividido en dos por Fifth Avenue, se desarrolló con las casas de figuras prominentes como William Henry Moore, John R. Platt y John D. Rockefeller Sr. Los sitios de las cinco casas en 5-15 West 54th Street, junto con el University Club, fueron ocupados anteriormente por St. Luke's Hospital, que se mudó durante 1896.

## Diseño

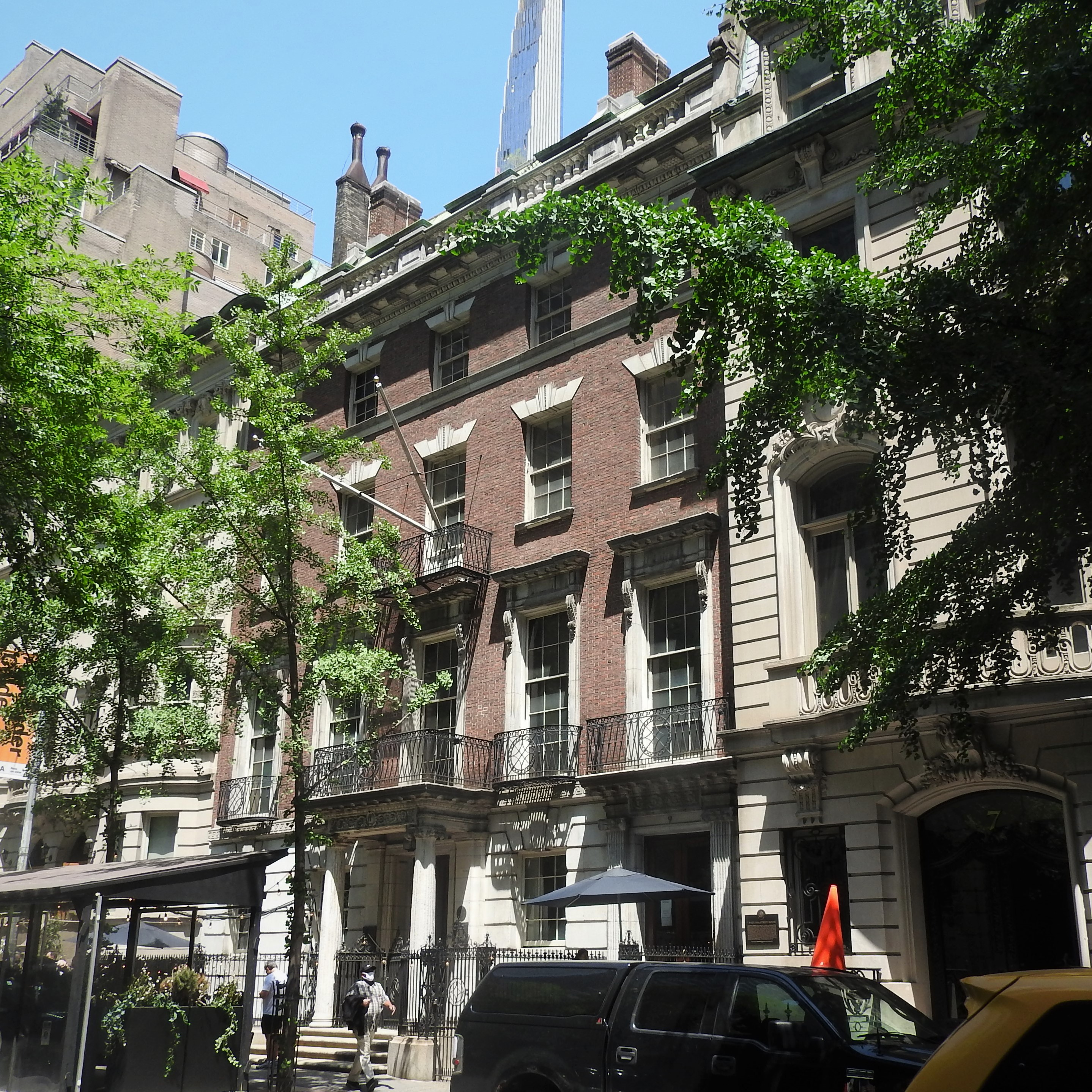
Visto en mayo de 2021; 13 West 54th Street está a la izquierda y 7 West 54th Street está a la derecha

Las casas en 5-15 West 54th Street, todas desarrolladas a fines de la década de 1890 para clientes adinerados, fueron diseñadas como una agrupación cohesionada, a diferencia de otras residencias en el vecindario. Según The New York Times, las casas forman la única "franja real de mansiones" que queda en Midtown Manhattan. Las casas en 5, 7, 9-11 y 13 y 15 West 54th Street tenían arquitectos diferentes. La unidad doble en 9 y 11 West 54th Street fue diseñada por McKim, Mead & White en el estilo del Renacimiento georgiano. 11 West 54th Street se inspiró en parte en la tercera casa de Harrison Gray Otis en Boston. La estructura de acero ornamental fue fabricada por Prince & Kinkel Iron Works. Russell Sturgis, escribiendo para Architectural Record en 1900, describió la casa como dos estructuras con sus "fachadas forzadas en una". Sturgis consideró que la fachada del número 9 estaba "subordinada" al número 11, aunque los detalles de ambas unidades armonizaban entre sí.

### Fachada
El edificio tiene cuatro pisos y medio de altura y cinco tramos de ancho. El sótano y el primer piso están revestidos con bloques rústicos de piedra caliza, mientras que los tres pisos superiores están revestidos con ladrillo. El edificio fue diseñado con el número 11 como residencia principal, ocupando los tres tramos más al oeste, y el número 9 como residencia secundaria, ocupando las dos tramos más al este. Sin embargo, toda la fachada fue diseñada para ser en gran parte simétrica. A lo largo de la fachada de la calle, la casa se encuentra detrás de una barandilla de hierro y un camino deprimido.
Desde la planta baja, una escalinata de cuatro escalones conduce a la entrada al número 11, en el centro de la fachada. Frente a la entrada principal hay un pórtico sostenido por dos columnas estriadas diseñadas en estilo jónico. Las columnas están rematadas por capiteles de estilo Scamozzi, que sostienen un panel tallado con un cartucho en su centro. Una cornisa con modillones corre sobre el pórtico. Debajo del pórtico hay un par de puertas de madera y vidrio dentro de un marco de entrada de piedra rematado por una piedra angular. El tramo más a la derecha también tiene una entrada, que conduce al número 9 y tiene un diseño más simple que la entrada principal. La entrada más a la derecha carece de pórtico y tiene pilastras estriadas en lugar de un marco de entrada simple, pero contiene una cornisa modillionada similar y puertas dobles de madera y vidrio a la entrada principal. Los otros tres tramos de la planta baja consisten en ventanas empotradas de seis sobre seis con dovelas de piedra y piedras angulares con paneles. Sobre el primer piso hay una pista de banda con diseños de trastes.

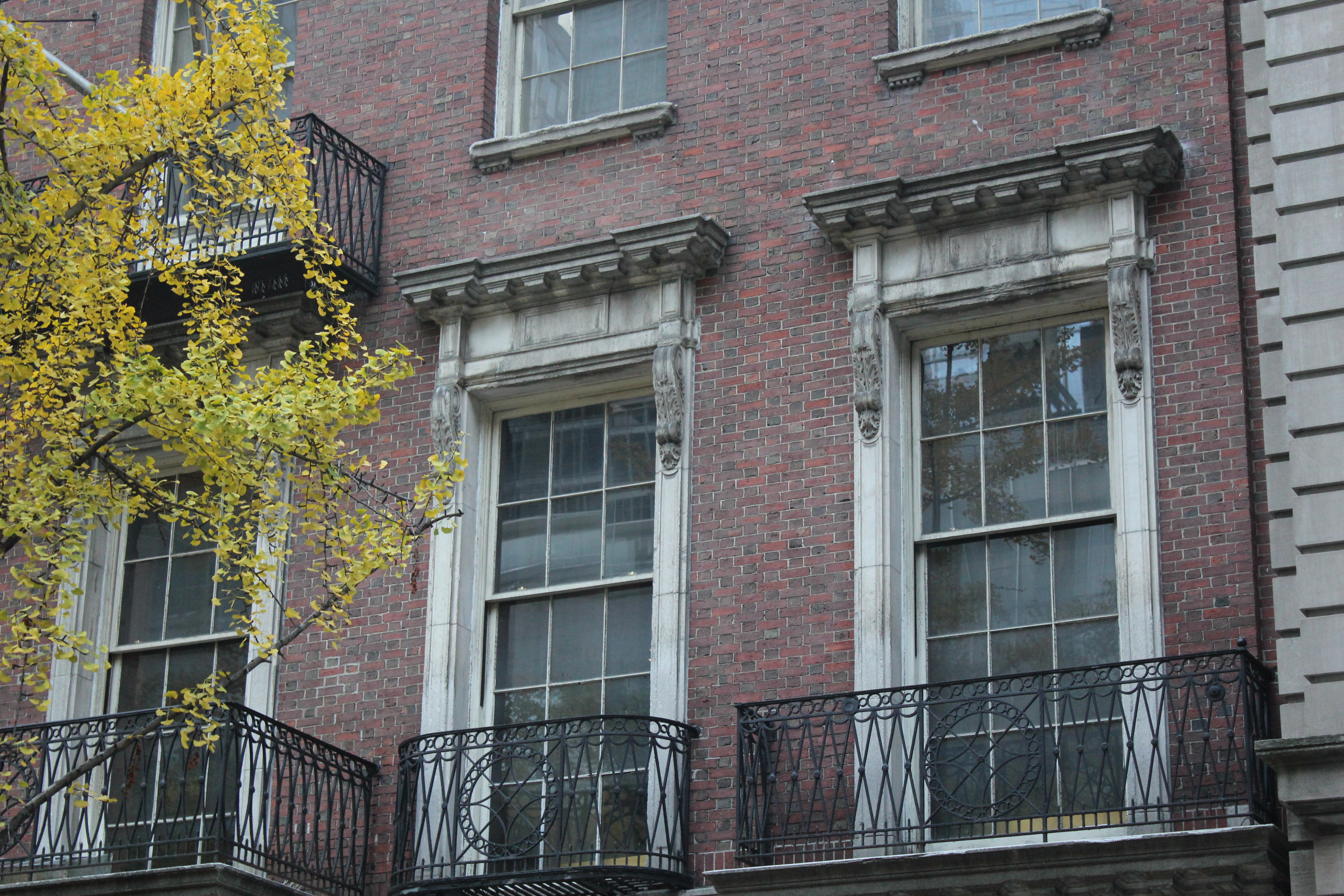
Primer plano de los balcones del segundo piso

El segundo piso tiene cinco ventanas con paneles de seis sobre nueve. Sobre cada ventana del segundo piso hay un dintel y una cornisa de piedra modulada sostenida por ménsulas foliadas. Frente a cada ventana del segundo piso hay un balcón con una barandilla de hierro. La ventana central (correspondiente al pórtico) y la ventana más a la derecha (correspondiente a la entrada secundaria) tienen balcones más grandes que los otros tres vanos. Estos balcones están diseñados como rombos alargados con rosetas en el centro. El tercer y cuarto pisos tienen cada uno cinco ventanas con paneles de seis sobre seis, sobre los cuales hay dinteles de piedra extendidos. En el tercer piso, la ventana central tiene un balcón similar a los del segundo piso, mientras que las otras ventanas tienen alféizares simples de piedra caliza. Debajo del cuarto piso hay un marcapiano de piedra que funciona como alféizar de las ventanas del cuarto piso. Sobre el cuarto piso hay una cornisa modulada, encima de la cual hay una balaustrada de piedra. El ático tiene un techo abuhardillado de pizarra con cinco ventanas abuhardilladas que contienen techos a cuatro aguas. El techo abuhardillado también tiene tres chimeneas de ladrillo.

### Interior
El edificio contiene aproximadamente 2090 m² repartidos en dos unidades. Según un listado de bienes raíces, la casa tenía 11 dormitorios principales, 11 dormitorios para el personal, 12 chimeneas, escaleras con claraboyas y un vestíbulo de entrada con paneles de madera. Las escaleras tenían bellotas talladas, la entrada y los descansillos de las escaleras tenían pilares decorativos y el techo tenía molduras de yeso. Cuando se construyó la casa, el número 9 se diseñó en lo que entonces se consideraba un diseño de Renacimiento federal o Renacimiento clásico. El número 9 tenía una variedad de muebles, que iban desde diseños del siglo XIX hasta muebles contemporáneos de Herter Brothers, así como una alfombra oriental y plantas en macetas.
Originalmente, el primer piso del número 9 tenía el vestíbulo de recepción en el frente y un comedor en la parte trasera. El primer piso del número 11 tenía un vestíbulo y un estudio al frente, un pasillo de escaleras en el centro y una cocina y comedor de servicio en la parte trasera. El segundo piso del número 9 tenía una sala de estar al frente y una biblioteca en la parte trasera, mientras que el segundo piso del número 11 tenía una sala de estar al frente, un vestíbulo y sala de recepción en el centro y un comedor octogonal en hay. El número 11 tenía una caja fuerte plateada junto al comedor, con una puerta de armario con paneles de madera que ocultaba la entrada de acero a la caja fuerte. El segundo piso del número 11 tenía un techo alto y una chimenea, así como grandes espejos y repisas de chimenea. En ambas unidades, las grandes ventanas del segundo piso fueron diseñadas para dar al jardín trasero del MoMA. En ambas unidades residenciales, el tercer piso contenía numerosos dormitorios.
Ambas unidades se conectaron internamente en el segundo piso en 1943. Después de una renovación a principios de la década de 1980, el vestíbulo de la recepción fue revestido con paneles de madera mientras que se restauró el comedor del segundo piso. The United States Trust Company, el ocupante en el momento de la renovación de la década de 1980, reprodujo muchas de las decoraciones originales y agregó un anexo trasero. Después de la renovación del US Trust, el interior de la casa tenía chimeneas de mármol, luces de bronce dorado y paredes con papel rojo o damasco de seda verde. En la parte trasera de la casa, se instaló un puesto de cajeros en un área de antiguos criados. Se construyó bóveda de banco de 5,2 m de profundidad con caseta de seguridad y ventanas a prueba de balas.

## Historia

### Residencia

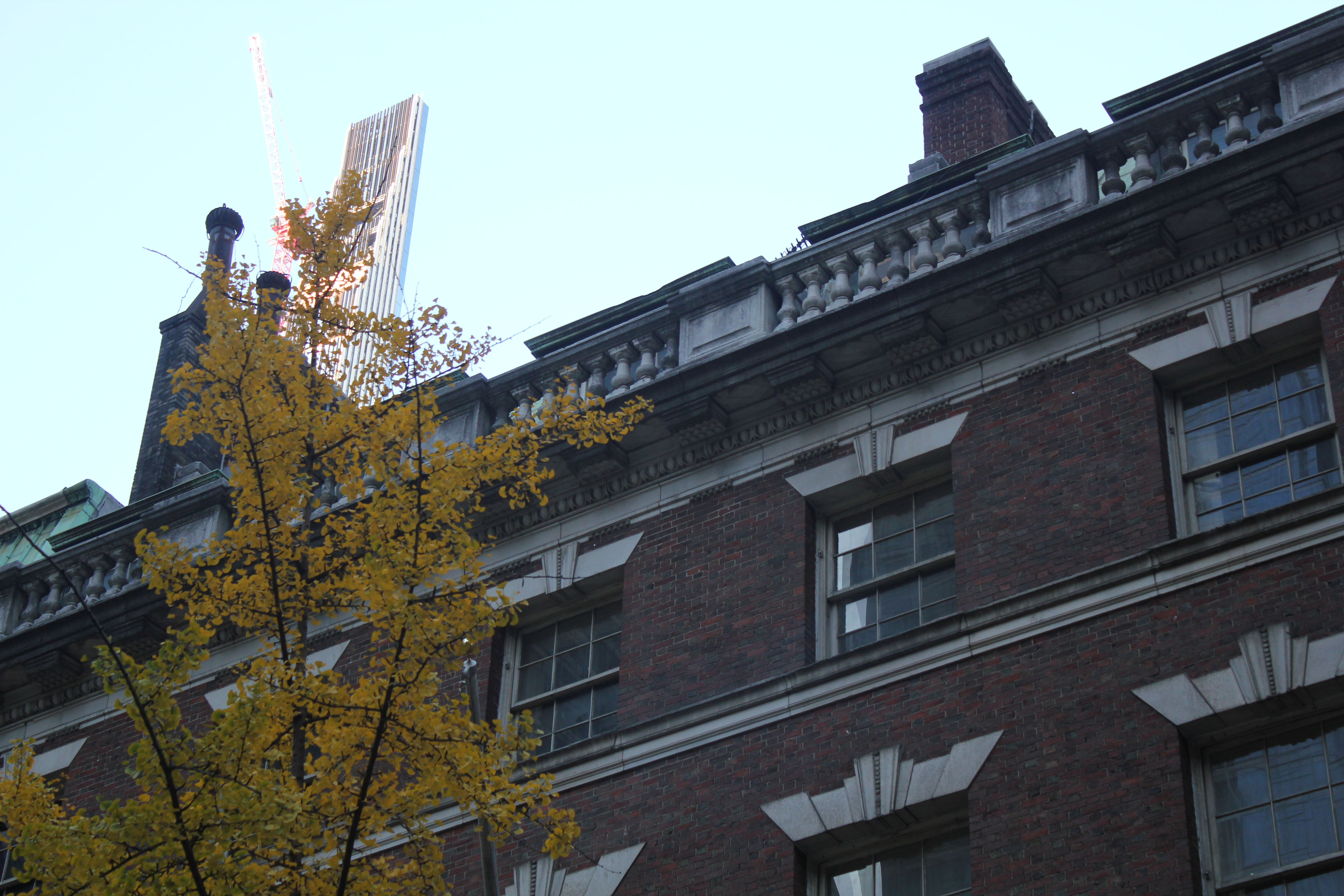
Detalle de la parte superior de la casa con 111 West 57th Street al fondo

En 1896, con la reubicación del St. Luke's Hospital de Midtown a Morningside Heights, Manhattan, el antiguo sitio del hospital en el lado norte de la calle 54 al oeste de la Quinta Avenida quedó disponible para el desarrollo. El Club Universitario, cuya construcción se inició el mismo año, fue la primera estructura que se construyó en el antiguo solar del hospital. En febrero de 1896, Josephine Goodwin, esposa de James Junius Goodwin, adquirió un terreno en la calle 54 de unos 225 pies (68,6 m) oeste de la Quinta Avenida. James J. Goodwin era un destacado empresario y director de ferrocarriles de Connecticut que tenía una sociedad comercial con su primo, el financiero JP Morgan. McKim, Mead & White recibió el encargo de diseñar una casa en el sitio. Los arquitectos presentaron los planos de la casa con el Departamento de Edificios de la ciudad de Nueva York en julio de 1896, y se proyectaba que la casa costaría 90 000 dólares, aunque el edificio se clasificó en planos como un par de residencias. La casa Goodwin fue la primera de las cinco estructuras en 5-15 West 54th Street que se desarrolló.
La casa se completó en 1898. Inicialmente, James y Josephine Goodwin ocuparon la unidad principal en el número 11 y alquilaron la unidad secundaria en el número 9. Los Goodwin mantenían una casa en Hartford, donde James pasaba la mayor parte de su tiempo. James también fue miembro de varios clubes en Nueva York, incluidos Union Club, Century Association y Metropolitan Club. James murió en 1915 y dejó toda su propiedad a Josephine y sus tres hijos. Después de la muerte de James, Josephine continuó viviendo en 11 West 54th Street. El vecindario circundante se convirtió rápidamente en una zona comercial después de la Primera Guerra Mundial, y muchas casas vecinas se convirtieron para uso comercial, pero la familia Goodwin retuvo la casa. Su hijo Walter vivió brevemente en la casa desde 1921 hasta 1922. La residencia Goodwin también se utilizó para eventos. En 1924, el decano de la catedral de Lincoln en Inglaterra ofreció una conferencia para recaudar fondos para reparar la iglesia dañada, y en 1932, la casa acogió una conferencia sobre la importancia del trabajo misionero cristiano en Japón.
El número 9 fue arrendado a una variedad de residentes. Una de las familias que ocupaba la casa era el Sr. y la Sra. Elijah P. Smith. En 1915, era el hogar de William S. Bryant, quien supervisó la ejecución de Charles Becker, un policía declarado culpable del asesinato del jugador Herman Rosenthal. En 1921, Josephine Goodwin arrendó la casa a Francis de Ruyter Wissman y su esposa. Los boletines de la vida social de la ciudad de Nueva York indicaron que los Wissman participaban activamente en la vida social y que todavía eran residentes de 9 West 54th Street en 1930. Josephine Goodwin murió en 1939 y dejó la mayor parte de la propiedad a sus tres hijos. Las ventanas habían sido tapiadas en 1940.

### Uso posterior

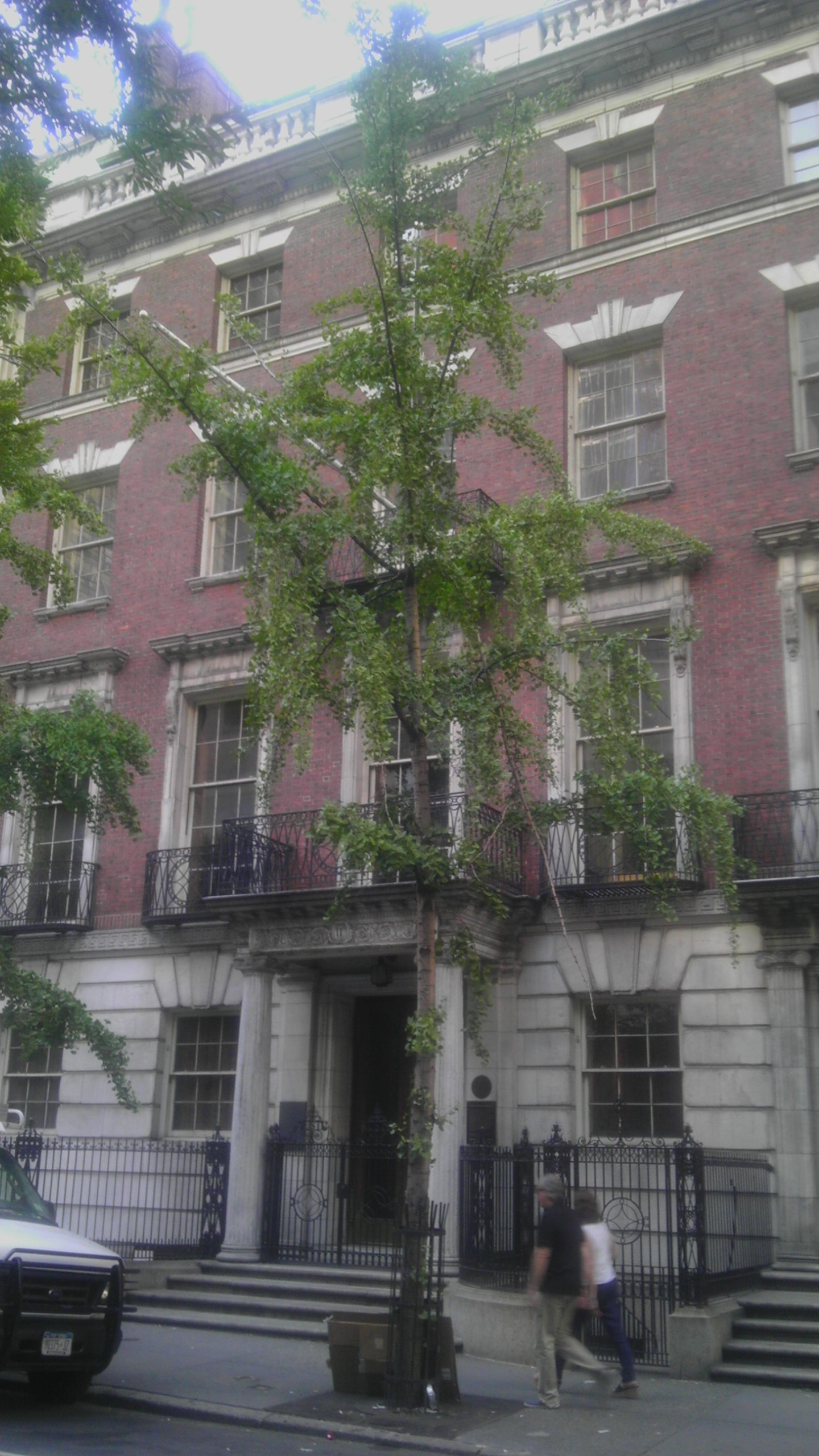
Vista en agosto de 2013

La casa fue adquirida en 1941 por la Casa Interamericana, una organización cultural latinoamericana. Esta organizó allí eventos como una recepción para el cónsul general mexicano, una recepción en honor a los trabajadores de la Cruz Roja Latinoamericana, y otra en honor a las mujeres latinoamericanas en una gira de buena voluntad por los Estados Unidos. En noviembre de 1943, el MoMA abrió un anexo de fotografía en el primer piso del número 9 y el segundo piso de ambas unidades. Se hizo un agujero en la pared del segundo piso para conectar las unidades. En ese momento, Philip Goodwin todavía estaba registrado como propietario. Al año siguiente, Parsonage Point Realty Company compró la casa. La Escuela Preparatoria de Rhodes arrendó ambas unidades por diez años en noviembre de 1944 y se mudó a la casa. La escuela compró el edificio en 1949. Muchos de los detalles decorativos originales fueron eliminados por la escuela.
La Escuela de Rhodes vendió la casa en 1979 a la United States Trust Company, un banco, para usarla como su propia sede. Este había considerado trasladar su sede a varias otras estructuras, algunas nuevas o en amplias avenidas, antes de decidirse por la arquitectura de la mansión Goodwin. El banco contrató a Haines Lundberg Waehler para restaurar 9-11 West 54th Street en gran parte a su diseño original. US Trust gastó 5 millones de dólares para garantizar que se conservara o adaptara la mayor cantidad posible de detalles originales para el uso del banco. Los materiales fueron reacondicionados o reemplazados en gran parte según las especificaciones originales, y el banco invitó al nieto de James Goodwin, Sage Goodwin, a preguntarle sobre sus recuerdos de infancia sobre el diseño de la casa. El consultor bancario David G. De Long dijo que también se utilizaron dibujos originales para restaurar el espacio. Los arquitectos incluso utilizaron trozos de papel tapiz original para recrear los diseños y texturas originales de las paredes. Se construyó un pequeño anexo en la parte trasera para cajeros bancarios.
La Comisión de Preservación de Monumentos de la Ciudad de Nueva York designó las cinco casas en 5-15 West 54th Street como monumentos de la ciudad, incluida la residencia Goodwin, el 3 de febrero de 1981. El Comité para la Preservación de las Calles West 54th y West 55th había impulsado la designación de hito. En ese momento, las cinco casas se encontraban en varios estados de conservación: aunque 9-11 West 54th Street se estaba restaurando, las casas gemelas en 13 y 15 West 54th Street se habían propuesto para demolición. La Conservación de Monumentos de Nueva York otorgó a la US Trust Company su Premio del Presidente de 1981 por preservar la casa en la renovación. El 4 de enero de 1990, el edificio se agregó al Registro Nacional de Lugares Históricos como parte de las Residencias en el distrito histórico 5-15 West 54th Street. US Trust expandió su espacio en 13 y 15 West 54th Street, demoliendo un muro que separaba los dos pares de residencias, a fines del siglo XX.
Durante la década de 2000, US Trust pasó a formar parte de Charles Schwab y posteriormente de Bank of America. En 2009, Bank of America vendió el edificio por 29,4 millones de dólares. Los compradores, DLJ Real Estate Capital Partners y JD Carlisle, lo dejaron vacío, ya que querían armar otros terrenos cercanos. Los propietarios pusieron la propiedad a la venta en 2015. 11 West 54th Street y un edificio de oficinas adyacente en 10 West 55th Street se vendieron por 75 millones de dólares en 2019 a la familia Wilf, cuyas oficinas estaban en las adyacentes 13 y 15 West 54th Street. El miembro de la familia Orin Wilf, quien dirigió Skyline Partners, dijo en ese momento que no estaba seguro de lo que planeaba hacer con el edificio. La familia Wilf obtuvo una hipoteca de 91 millones de dólares sobre las casas poco después.